# Liste der Bischöfe von Autun
Die folgenden Personen waren Bischöfe von Autun (Frankreich):
- um 270: Heiliger Amatre I.
- um 273: Heiliger Martin I.
- um 310–334: Heiliger Rhétice
- 355: Heiliger Cassien
- um 374: Heiliger Egemoine
- um 420: Heiliger Simplice
- Heiliger Evance
- Heiliger Léonce
- um 451–475: Euphronius von Autun
- um 495: Flavichon
- um 517: Pragmace
- Heiliger Proculus I.
- Valeolus
- Proculus II.
- um 533–538: Agrippin
- 540–549: Nectaire
- Eupard
- † 560: Rémi oder Bénigne
- um 560–600: Syagrius
- Lefaste
- Flavien
- 625–630: Auspice
- Heiliger Roch'
- um 657: Ferréol
- 659–677: Heiliger Leodegar
- um 678–um 690: Hermenarius
- 692: Ansbert
- um 732: Vascon
- Amatre II.
- um 744: Moderannus
- um 755: Gairon
- 765: Hiddon
- Rainaud oder Renaud I.
- Martin II.
- Alderic
- 815–um 840: Moduin
- 840–842:Bernon oder Bernhard
- um 843: Altée
- 850–866: Jonas
- 874: Lindon
- 893: Adalgaire
- um 895–919: Wallon de Vergy
- um 920–929: Hervée de Vergy
- 935–968: Rotmond
- um 970–976: Gérard
- 1024: Gautier I.
- 1055: Elmuin
- 1098: Aganon
- 1112: Norgaud
- 1140: Etienne I. de Baugé
- 1140: Robert von Burgund
- 1148: Humbert de Baugé
- 1170 oder 1171: Heinrich von Burgund
- 1189: Etienne II.
- 1223: Gautier II.
- 1245: Guy I. de Vergy
- 1253: Anselin de Pomard
- 1276: Girard de La Roche oder de Beauvoir
- 1286: Jacques I. de Beauvoir
- 1298: Hugues d’Arcy
- 1308: Barthélémy
- 1323: Elie Guidonis
- 1331: Pierre I. Bertrand
- 1343: Jean I. d’Arcy
- 1345: Guillaume I. d’Auxonne
- 1351: Guy II de La Chaume
- 1358: Guillaume II. de Thurey
- 1361: Renaud II. de Maubernard
- 1377: Geoffroi David oder Pauteix
- 1379: Pierre II. de Barrière Mirepoix
- 1385: Guillaume III. de Vienne
- 1400: Nicolas I. de Coulon
- 1414: Milon de Grancey
- 1436: Frédéric de Grancey
- 1483: Kardinal Jean II. Rolin
- 1500: Antoine I. de Chalon (Haus Chalon)
- 1501: Jean III. Rolin
- 1503: Louis de Amboise (Haus Amboise) (später Kardinal)
- 1505: Philipp von Kleve
- 1546: Jacques II. Hurault de Cheverny
- 1550: Hippolyte Kardinal d’Este
- 1557: Philibert Dugny de Courgengoux
- 1558–1572: Pierre III. de Marcilly
- 1585: Charles d’Ailleboust
- 1588–1612: Pierre IV. Saunier
- 1621–1652: Claude de la Magdelaine
- 1653–1664: Louis II. Doni d’Attichy
- 1666–1702: Gabriel de La Roquette
- 1709: Bernard de Senaux
- 1710: Maulévrier-Langeron
- 1721: Charles-François d’Hallencourt de Dromesnil (dann Bischof von Verdun)
- 1724–1732: Antoine-François de Bliterswick de Montcley (dann Erzbischof von Besançon)
- 1732–1748: Gaspard de Thomas de La Valette
- 1748–1758: Antoine II. de Malvin de Montazet (danach Erzbischof von Lyon)
- ?–1767: Nicolas II. de Bouillé
- 1767–1788: Yves-Alexandre de Marbeuf (danach Erzbischof von Lyon)
- 1788–1791: Charles-Maurice de Talleyrand-Périgord
- 1793: Jean-Louis Gouttes
- 9. April 1802–8. September 1802: Gabriel-François Moreau
- 1802–1806: François de Fontanges
- 1806–1819: Fabien-Sébastien Imberties
- 1819–1829: Roch-Etienne de Vichy
- 1829–1851: Bénigne-Urbain-Jean-Marie du Trousset d’Héricourt
- 1851–1872: Frédéric-Gabriel-Marie-François de Marguerye
- 1872–1873: Léopold-René Leséleuc de Kerouara
- 1874–1906: Adolphe-Louis-Albert Kardinal Perraud
- 1906–1914: Henri-Raymond Villard
- 1915–1922: Désiré-Hyacinthe Berthoin
- 1922–1940: Hyacinthe-Jean Chassagnon
- 1940–1966: Lucien-Sidroine Lebrun (dann Titularbischof von Arae in Mauretania)
- 1966–1987: Armand-François Le Bourgeois, C.I.M.
- 1987–2006: Raymond Gaston Joseph Séguy
- seit 2006: Benoît Marie Pascal Rivière